# Sandy Winton
Alexander "Sandy" Winton es un actor australiano, conocido por interpretar a Matt Bateman en la serie Something in the Air y a Heath Barratt en la serie australiana Mcleod's Daughters y a Michael Williams en Neighbours.

## Biografía
Winton asistió al Newington College una escuela privada en Sídney, Australia. 
En 1995 se graduó de la prestigiosa escuela National Institute of Dramatic Art NIDA, con una licenciatura en artes escénicas (actuación). 
En el 2006 salió brevemente con la actriz australiana Freya Stafford.
Sandy está casado y tiene dos hijos, uno de 3 años y otro de 6 años.

## Carrera
Sandy ha aparecido en varias series de televisión y obras de teatro. Entre algunas de sus apariciones teatrales se encuentran: Live Acts on Stage, Sídney Theatre Company's Blackrock, Herbal Red y Stuff Happens.
En 1996 obtuvo su primer personaje en televisión en la serie Twisted Tales; ese mismo año se unió al elenco de la serie Police Rescue donde interpretó a un oficial de policía, en el episodio "The Only Constant".
Entre 1997 y 1999 apareció en numerosas series australianas como Big Sky donde interpretó a Richard/Rob en el episodio "Sweet Revenged", también apareció en la exitosa serie australiana All Saints, Good Guys Bad Guys donde interpretó a Walter McLeod, Wildside donde dio vida a Doug Zelka y en Murder Call donde apareció en el episodio "Hide & Seek" como Peter Sharp. También apareció en las películas Oscar and Lucinda en 1997, junto a Ralph Fiennes y Cate Blanchett y en Me Myself I en 1999, junto a Rachel Griffiths. En el 2000 apareció en la película Dogwoman: Dead Dog Walking como Jeremy Maitland y en las series Above the Law y se unió al elenco de la serie Something in the Air donde interpretó a Matt Bateman.
En el 2001 apareció en varias exitosas series australianas como Xena: la princesa guerrera, BeastMaster, The Lost World como Thomas Duckart y Farscape donde interpretó a Rinic Tolven, el jefe de la seguridad en Kanvia e hijo de la soberana.
También del 2001 al 2003 apareció en las series Cold Feet, The Secret Life of Us, White Collar Blue donde dio vida a Simon Ball, Young Lions donde interpretó al Capitán Ian Martin y en la película Counterstrike junto a Rob Estes y Rachel Blakely.
Del 2004 apareció en la película hecha para la televisión The Alice donde interpretó a Nicky Marione y en el 2005 interpretó a Chris en Son of the Mask. En el 2006 apareció en la película Fatal Contact: Bird Flu in America junto a Jonny Pasvolsky y en las series Two Twisted en el episodio There's Something About Kyanna y Tripping Over donde interpretó a Daniel durante tres episodios.
En el 2005 apareció en la obra de teatro Stuff Happens donde interpretó a varios personajes entre ellos George Tenet, Alastair Campbell, al senador John McCain y a Neil Armfield; la obra fue estrenada en el teatro Belvoir St.
En el 2007 se unió al elenco de la popular serie australiana Mcleod's Daughters donde interpretó a Heath Barratt, el interés romántico de Grace Mcleod y propietario de Kinsellas; anteriormente interpretó a Daniel Lewis en el 2002 en el episodio "Steer Trek".
En el 2009 apareció en un episodio de la exitosa serie australiana Home and Away donde interpretó a Rex Avent.
En mayo del 2010 se unió al elenco de otra aclamada serie australiana Neighbours donde interpretó a Michael Williams, el nuevo director de Erinsbourgh High. Su última aparición fue el 27 de marzo de 2012 después de que su hija le pidiera que se alejara de ella luego de que descubriera que el día en que murió su madre Michael estaba teniendo relaciones con su hermana, Emilia.
En el 2012 apareció como personaje recurrente en la serie Tricky Business donde interpretó a Marcus Woodward, hasta el final de la serie luego de que esta fuera cancelada al finalizar la primera temporada por las bajas audiencias.
En el 2014 apareció en la miniserie Never Tear Us Apart: The Untold Story of INXS donde dio vida al detective Chambers.

## Filmografía

### Series de televisión
| Año         | Título                                        | Personaje                  | Notas                                  |
| ----------- | --------------------------------------------- | -------------------------- | -------------------------------------- |
| 2016        | The Code                                      | Michael McCray             | 3 episodios                            |
| 2014        | Wonderland                                    | Liam                       | 3 episodios                            |
| 2014        | Never Tear Us Apart: The Untold Story of INXS | Detective Chambers         | 2 episodios - miniserie                |
| 2012        | Tricky Business                               | Marcus Woodward            | 5 episodios                            |
| 2010 - 2012 | Neighbours                                    | Michael Williams           | 402 episodios                          |
| 2010        | The Pacific                                   | Capitán Jameson            | episodio "Guadalcanal/Leckie"          |
| 2009        | Home and Away                                 | Rex Avent                  | 4 episodios                            |
| 2002 - 2007 | Mcleod's Daughters                            | Heath Barratt/Daniel Lewis | 15 episodios                           |
| 2006        | Tripping Over                                 | Daniel                     | 3 episodios                            |
| 2003        | White Collar Blue                             | Simon Ball                 | 4 episodios                            |
| 2002        | Young Lions                                   | Cap. Ian Martin            | 3 episodios                            |
| 2001        | The Lost World                                | Thomas Duckart             | episodio "Phantoms"                    |
| 2001        | Cold Feet                                     | Shawn                      | episodio #4.8                          |
| 2001        | Farscape                                      | Rinic Tolven               | episodio "Thanks for Sharing"          |
| 2001        | BeastMaster                                   | Navas                      | episodio "Mate for Life"               |
| 2001        | Xena: la princesa guerrera                    | Príncipe Morloch           | episodio "Dangerous Prey"              |
| 2001        | The Secret Life of Us                         | Vincent                    | 2 episodios                            |
| 2000        | Something in the Air                          | Matt Bateman               | 22 episodios                           |
| 2000        | Above the Law                                 | Zac Wernholdt              | 3 episodios                            |
| 1999        | Murder Call                                   | Peter Sharp                | 2 episodios                            |
| 1998        | The Genie from Down Under 2                   | Bruce                      | 2 episodios                            |
| 1998        | Wildside                                      | Doug Zelka                 | episodio # 1.31                        |
| 1998        | Good Guys Bad Guys                            | Walter McLeod              | episodio "Blood Is Thicker Than Water" |
| 1998        | All Saints                                    | Greg Newman                | episodio "Night Shift"                 |
| 1997        | Big Sky                                       | Richard/Rob                | episodio "Sweet Revenged"              |
| 1996        | Police Rescue                                 | Oficial Mayor              | episodio "The Only Constant"           |

### Películas
| Año  | Título                             | Personaje          | Notas                                                                                              |
| ---- | ---------------------------------- | ------------------ | -------------------------------------------------------------------------------------------------- |
| 2017 | Home and Away: All or Nothing      | Guardia Richardson | junto a Nicholas Westaway, Dan Ewing, Diarmid Heidenreich, Kyle Pryor, George Mason y Lisa Gormley |
| 2006 | Fatal Contact: Bird Flu in America | Padre              | junto a Jonny Pasvolsky                                                                            |
| 2006 | Candy                              | Doctor de Candy    | junto a Abbie Cornish, Heath Ledger y Geoffrey Rush                                                |
| 2005 | Son of the Mask                    | Chris              | junto a Jamie Kennedy, Alan Cumming, Kal Penn y Matt Passmore                                      |
| 2002 | White Collar Blue                  | Simon Ball         | junto a Peter O'Brien, Freya Stafford, Brooke Satchwell, Don Hany, Linda Cropper y Sarah Enright   |
| 2002 | Counterstrike                      | Hart               | -                                                                                                  |
| 2000 | Dogwoman: Dead Dog Walking         | Jeremy Maitland    | junto a Tara Morice y Magda Szubanski                                                              |
| 1999 | Me Myself I                        | Ben                | junto a Rachel Griffiths, David Roberts y Felix Williamson                                         |
| 1997 | Oscar and Lucinda                  | Expedicionista     | -                                                                                                  |
| 1997 | The Devil Game                     | Steve              | junto a Jacqueline McKenzie, Guy Pearce, Asher Keddie. Andy Anderson y Martin Lynes                |

### Teatro
| Año  | Obra                          | Personaje    | Director           | Teatro              | Notas                                                                  |
| ---- | ----------------------------- | ------------ | ------------------ | ------------------- | ---------------------------------------------------------------------- |
| 2009 | Strange Attactor              | Gus          | Nick Marchand      | Griffin Theatre     | junto a Josh McConville, Darren Gilshenan, Ivan Donato y Peter Kowitz  |
| 2005 | Stuff Happens                 | George Tenet | Neil Armfield      | Belvoir St. Theatre | junto a Victoria Haralabidou, Wayne Blair, Rhys Muldoon & Leah Purcell |
| 1999 | Long Day's Journey into Night | -            | Michael D. Edwards | -                   | junto a Helen Cassidy, Robyn Nevin & Benjamin Winspear                 |
| 1997 | The Herbal Bed                | -            | Marion Potts       | -                   | junto a Justine Clarke, Angie Milliken, Jeremy Sims & Marshall Napier  |
| 1996 | Blackrock                     | -            | David Berthold     | Canberra Theatre    | junto a Tamblyn Lord, Anthony Phelan, Kym Wilson & Simon Lyndon        |
| 1996 | Live Acts on Stage            | -            | Michael Gow        | Griffin Theatre     | junto a Justine Clark, Simon Lyndon, Michael Denkha & Vanessa Downing  |